# Ministerio de Agricultura (Chile)
El Ministerio de Agricultura de Chile (también conocido por su acrónimo, Minagri) es el ministerio de Estado encargado de la agricultura y ganadería en ese país. Desde el 11 de marzo de 2022 hasta el 20 de agosto de 2025 el periodista e historiador Esteban Valenzuela Van Treek ejerció como ministro de la cartera, actuando bajo el gobierno de Gabriel Boric.
Fue creado durante el primer gobierno del presidente Arturo Alessandri en 1924, bajo el nombre de «Ministerio de Agricultura, Industria y Colonización», adquiriendo su denominación actual en 1930, durante la primera administración del presidente Carlos Ibáñez del Campo.

## Historia
Durante el siglo XIX la institucionalidad agrícola chilena —encargada en ese tiempo de materias como la protección y desarrollo de la agricultura, la organización y sostenimiento de escuelas agrícolas, y la reglamentación de bosques— estaba radicada en el Ministerio de Hacienda y desde 1887, tras una reforma en el gobierno del presidente José Manuel Balmaceda, en el Ministerio de Industria y Obras Públicas.
Recién a partir de la década de 1920 se comenzó a dotar al sector de una propia institucionalidad, debido a su importancia para el país, con la creación en 1924 —por parte de la Junta Militar que encabezaba el general Luis Altamirano— del Ministerio de Agricultura, Industria y Colonización. Al nuevo ministerio le correspondió, entre otras funciones, la protección de la industria agrícola, la organización y sostenimiento de la enseñanza agrícola, el fomento y conservación de los bosques y reservas forestales, la policía sanitaria animal y vegetal, y el fomento del crédito agrícola, de las cooperativas para la compra o venta de semillas, maquinarias y productos, y en general todo lo relacionado con la economía rural.
Tres años después, el gobierno de Carlos Ibáñez del Campo reordenó la administración del Estado, por lo que la institucionalidad agrícola pasó a depender del Departamento de Agricultura del nuevo Ministerio de Fomento. No obstante, el 1 de agosto de 1930 el mismo Ibáñez volvió a otorgarle autonomía al sector, con la firma del decreto que creó de manera definitiva el Ministerio de Agricultura. Así, la nueva cartera quedó conformada por una subsecretaría y cuatro departamentos: Arboricultura, Fruticultura y Sanidad Vegetal; Ganadería y Sanidad Animal; Enología y Viticultura; y Economía Rural. También quedó a cargo de los laboratorios de investigación agrícola, los servicios provinciales de agricultura, las escuelas agrícolas y de la Quinta Normal de Agricultura. Ese mismo año también se creó la Junta de Exportación Agrícola, que sería sucedida en 1942 por el Instituto de Economía Agrícola, mientras que 1932 la Caja de Crédito Agrario —creada en 1926 como filial de la Caja de Crédito Hipotecario— adquirió autonomía, por lo que también pasaría a relacionarse con el Estado a través del Ministerio de Agricultura.
En 1953, el segundo gobierno del presidente Carlos Ibáñez del Campo reestructuró el Ministerio, lo que significó el establecimiento de ocho departamentos, la supresión de organismos como el Consejo de Epizootias, el Consejo del Plan Agrario y la Comisión Nacional de Protección a la Vida Silvestre, y el traspaso a Agricultura de servicios que dependían del Instituto de Economía Agrícola y del Ministerio de Economía, incluido el Departamento de Pesca y Caza —que pasó a llamarse Dirección General de Pesca y Caza—, por lo que a contar de ese año la institucionalidad pesquera quedó en manos del Ministerio de Agricultura. Posteriormente, en 1957 Pesca y Caza se fusionó con la Dirección Nacional de Agricultura y el nuevo organismo se denominó Dirección General de Producción Agraria y Pesquera, integrado por ocho departamentos, entre ellos el de Fomento de Pesca y Caza. En 1960 la Dirección General sería nuevamente reformulada, y esta vez rebautizada como Dirección de Agricultura y Pesca.
El proceso de reforma agraria que se inició en los primeros años de la década 1960, y que se extendería hasta 1973, generó la creación de nuevas instituciones dependientes o relacionadas con el Ministerio de Agricultura. La primera ley de reforma agraria (Ley 15020, conocida peyorativamente como «ley del macetero»), promulgada en 1962 por el presidente Jorge Alessandri, creó el Consejo Superior de Fomento Agropecuario (Confsa), la Corporación de la Reforma Agraria (CORA) —sucesora de la Caja de Colonización Agrícola, que se relacionaba con el Ministerio de Tierras y Colonización— y el Instituto de Desarrollo Agropecuario (Indap) —sucesor del Consejo de Fomento e Investigación Agrícolas, creado en 1953—. En tanto, dos años después se creó el Instituto de Investigaciones Agropecuarias (INIA).

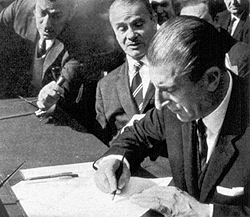
El ministro de Agricultura Hugo Trivelli (al centro), junto al presidente Eduardo Frei Montalva firmando el decreto promulgativo de la Ley de Reforma Agraria, 1967.

Posteriormente, la reforma agraria de 1967 (Ley 16640) promulgada por Eduardo Frei Montalva —más amplia y profunda que la realizada por Jorge Alessandri— creó el Consejo Nacional Agrario, el Consejo Nacional de Crédito Agrícola, la Oficina de Planificación Agrícola (sucesora del Confsa) y el Servicio Agrícola y Ganadero (sucesor de la Dirección de Agricultura y Pesca). En 1970, a fines del gobierno de Frei, también se creó la Corporación de Reforestación, que en 1973 cambiaría su nombre a Corporación Nacional Forestal (Conaf).
Tras el golpe de Estado del 11 de septiembre de 1973 que derrocó a Salvador Allende, la dictadura militar realizó varias transformaciones en el Ministerio. El freno al proceso de reforma agraria—la gran mayoría de las tierras expropiadas fueron devueltas o rematadas por el Estado— se tradujo en la disolución de la Corporación de la Reforma Agraria en 1978 y su reemplazo por la Oficina de Normalización Agraria (Odena), la cual tuvo como fin concluir las actividades de la CORA; en 1989, en tanto, se puso fin a la Oficina de Planificación Agrícola y se terminó por derogar toda ley o normativa referida a la reforma agraria. También entre 1976 y 1978 la institucionalidad pesquera fue devuelta al Ministerio de Economía y se crearon la Subsecretaría de Pesca y el Servicio Nacional de Pesca, mientras que organismos como Conaf, SAG e Indap fueron objeto de reestructuraciones en cuanto a composición y funciones.

## Funciones
Uno de los objetivos que se propone el Ministerio, es «reducir la desigualdad social fortaleciendo y expandiendo el alcance de los instrumentos de fomento, prioritariamente en favor de la agricultura familiar y campesina». Otra tarea fundamental es contribuir a la agregación de valor en la agricultura, lo que implica «promover un desarrollo de la economía agraria basado tanto en la tecnología y la innovación, como en la profundización de los atributos que potencian la productividad y la competencia de la agricultura: la calidad, la inocuidad y la sanidad de la producción silvoagropecuaria». Al mismo tiempo, este desarrollo prioriza en forma pertinente el resguardo de los trabajadores rurales, de las comunidades, la cultura y de los recursos naturales del país.

## Dependencias

### Subsecretaría de Agricultura
El subsecretario de Agricultura es la segunda autoridad dentro del ministerio en términos jerárquicos. Actualmente ocupa este cargo Ignacia Fernández Gatica.

### Organismos dependientes del Minagri
Del Ministerio de Agricultura dependen los siguientes organismos o servicios públicos:
- Instituto de Desarrollo Agropecuario (INDAP)
- Servicio Agrícola y Ganadero (SAG)
- Corporación Nacional Forestal (CONAF)
- Oficina de Estudios y Políticas Agrarias (ODEPA)
- Comisión Nacional de Riego (CNR)
- Fundación para la Innovación Agraria (FIA)
- Instituto de Investigaciones Agropecuarias (INIA)
- Instituto Forestal de Chile (INFOR)
- Centro de Información de Recursos Naturales (CIREN)
- Fundación de Comunicaciones, Capacitación y Cultura del Agro (FUCOA)
- Agroseguros
- Agencia Chilena para la Calidad e Inocuidad Alimentaria (ACHIPIA)

## Listado de ministros

### Ministros de Agricultura, Industria y Colonización (1924-1927)
| N.º | Titular                    | Titular                     | Partido                    | Inicio                  | Final                   | Presidente              | Presidente                                           |
| --- | -------------------------- | --------------------------- | -------------------------- | ----------------------- | ----------------------- | ----------------------- | ---------------------------------------------------- |
| 1   |                            | Arturo Alemparte Quiroga    | PN                         | 17 de octubre de 1924   | 19 de diciembre de 1924 |                         | Luis Altamirano Talavera (Junta de Gobierno de 1924) |
| 2   | Titular(es) desconocido(s) | Titular(es) desconocido(s)  | Titular(es) desconocido(s) | 19 de diciembre de 1924 | 23 de enero de 1925     |                         | Luis Altamirano Talavera (Junta de Gobierno de 1924) |
| 3   | Titular(es) desconocido(s) | Titular(es) desconocido(s)  | Titular(es) desconocido(s) | 23 de enero de 1925     | 27 de enero de 1925     |                         | Pedro Pablo Dartnell (Junta de Gobierno de 1924)     |
| 4   |                            | Claudio Vicuña Subercaseaux | PLD                        | 29 de enero de 1925     | 12 de marzo de 1925     |                         | Emilio Bello Codesido (Junta de Gobierno de 1925)    |
| 4   | 12 de marzo de 1925        | Claudio Vicuña Subercaseaux | PLD                        | 1 de octubre de 1925    |                         | Arturo Alessandri Palma |                                                      |
| 5   |                            | Luis Correa Vergara         | Ind.                       | 2 de octubre de 1925    | 23 de diciembre de 1925 |                         | Luis Barros Borgoño (Interino)                       |
| 6   |                            | Luis Larraín Prieto         | PCon                       | 23 de diciembre de 1925 | 20 de noviembre de 1926 |                         | Emiliano Figueroa Larraín                            |
| 7   |                            | Arturo Alemparte Quiroga    | PN                         | 20 de noviembre de 1926 | 27 de noviembre de 1926 |                         | Emiliano Figueroa Larraín                            |
| 8   | Titular(es) desconocido(s) | Titular(es) desconocido(s)  | Titular(es) desconocido(s) | 27 de noviembre de 1926 | 9 de mayo de 1927       |                         | Emiliano Figueroa Larraín                            |
| 9   | Titular(es) desconocido(s) | Titular(es) desconocido(s)  | Titular(es) desconocido(s) | 9 de mayo de 1927       | 21 de julio de 1927     |                         | Carlos Ibáñez del Campo (Interino)                   |
| 10  |                            | Arturo Alemparte Quiroga    | PN                         | 21 de julio de 1927     | 21 de agosto de 1927    |                         | Carlos Ibáñez del Campo                              |
| 11  | Titular(es) desconocido(s) | Titular(es) desconocido(s)  | Titular(es) desconocido(s) | 21 de agosto de 1927    | 6 de septiembre de 1927 |                         | Carlos Ibáñez del Campo                              |
| 12  |                            | Pablo Ramírez Rodríguez     | PR                         | 6 de septiembre de 1927 | 30 de noviembre de 1927 |                         | Carlos Ibáñez del Campo                              |

### Ministros de Agricultura (desde 1930)
| N.º | Titular                  | Titular                            | Partido | Inicio                   | Final                    | Presidente                             | Presidente                                             |
| --- | ------------------------ | ---------------------------------- | ------- | ------------------------ | ------------------------ | -------------------------------------- | ------------------------------------------------------ |
| 13  |                          | Edecio Torreblanca White           | PR      | 5 de agosto de 1930      | 29 de agosto de 1930     |                                        | Carlos Ibáñez del Campo                                |
| 14  |                          | Luis Matte Larraín                 | PL      | 29 de agosto de 1930     | 27 de noviembre de 1930  |                                        | Carlos Ibáñez del Campo                                |
| 15  |                          | Edecio Torreblanca White           | PR      | 27 de noviembre de 1930  | 7 de mayo de 1931        |                                        | Carlos Ibáñez del Campo                                |
| 16  |                          | Guillermo Azócar Álvarez           | PR      | 7 de mayo de 1931        | 13 de julio de 1931      |                                        | Carlos Ibáñez del Campo                                |
| 17  |                          | Francisco Cereceda Cisternas       | PL      | 13 de julio de 1931      | 26 de julio de 1931      |                                        | Carlos Ibáñez del Campo                                |
| 18  |                          | Luis Gutiérrez Alliende (s)        | PCon    | 26 de julio de 1931      | 27 de julio de 1931      |                                        | Pedro Opazo Letelier (Interino)                        |
| 19  |                          | Francisco Cereceda Cisternas       | PL      | 27 de julio de 1931      | 20 de agosto de 1931     |                                        | Juan Esteban Montero (Interino)                        |
| 20  |                          | Luis Álamos Barros                 | PR      | 21 de agosto de 1931     | 3 de septiembre de 1931  |                                        | Manuel Trucco Franzani (Interino)                      |
| 21  |                          | Enrique Matta Figueroa             | PL      | 3 de septiembre de 1931  | 15 de noviembre de 1931  |                                        | Manuel Trucco Franzani (Interino)                      |
| 22  |                          | Joaquín Prieto Concha              | PCon    | 15 de noviembre de 1931  | 4 de diciembre de 1931   |                                        | Juan Esteban Montero (Interino)                        |
| 22  | 4 de diciembre de 1931   | Joaquín Prieto Concha              | PCon    | 7 de abril de 1932       |                          | Juan Esteban Montero                   |                                                        |
| 23  |                          | Héctor Rodríguez de la Sotta       | PCon    | 7 de abril de 1932       | 5 de junio de 1932       | Juan Esteban Montero                   |                                                        |
| 24  |                          | Pedro Nolasco Cárdenas Avendaño    | PDa     | 5 de junio de 1932       | 16 de junio de 1932      |                                        | Arturo Puga Osorio (Junta de Gobierno de 1932)         |
| 25  |                          | Arturo Riveros Alcaide             | PR      | 16 de junio de 1932      | 13 de septiembre de 1932 |                                        | Carlos Dávila Espinoza (República Socialista de Chile) |
| 25  | 14 de septiembre de 1932 | Arturo Riveros Alcaide             | PR      | 2 de octubre de 1932     |                          | Bartolomé Blanche Espejo (Provisional) |                                                        |
| 26  |                          | Manuel Merino Esquivel             | PL      | 3 de octubre de 1932     | 24 de diciembre de 1932  |                                        | Abraham Oyanedel Urrutia (Interino)                    |
| 27  |                          | Carlos Henríquez Argomedo          | PR      | 24 de diciembre de 1932  | 31 de octubre de 1933    |                                        | Arturo Alessandri Palma                                |
| 28  |                          | Arturo Montecinos Rozas            | PR      | 31 de octubre de 1933    | 19 de abril de 1934      |                                        | Arturo Alessandri Palma                                |
| 29  |                          | Matías Silva Sepúlveda             | PL      | 19 de abril de 1934      | 26 de agosto de 1935     |                                        | Arturo Alessandri Palma                                |
| 30  |                          | Máximo Valdés Fontecilla           | PL      | 29 de agosto de 1935     | 13 de agosto de 1936     |                                        | Arturo Alessandri Palma                                |
| 31  |                          | Benjamín Matte Larraín             | PL      | 13 de agosto de 1936     | 22 de octubre de 1936    |                                        | Arturo Alessandri Palma                                |
| 32  |                          | Fernando Moller Bordeu             | PR      | 22 de octubre de 1936    | 25 de mayo de 1937       |                                        | Arturo Alessandri Palma                                |
| 33  |                          | Máximo Valdés Fontecilla           | PL      | 25 de mayo de 1937       | 24 de diciembre de 1938  |                                        | Arturo Alessandri Palma                                |
| 34  |                          | Arturo Olavarría Bravo             | PR      | 24 de diciembre de 1938  | 8 de febrero de 1940     |                                        | Pedro Aguirre Cerda                                    |
| 35  |                          | Víctor Moller Bordeu               | PR      | 8 de febrero de 1940     | 24 de octubre de 1940    |                                        | Pedro Aguirre Cerda                                    |
| 36  |                          | Alfonso Quintana Burgos            | PR      | 24 de octubre de 1940    | 10 de junio de 1941      |                                        | Pedro Aguirre Cerda                                    |
| 37  |                          | Raúl Puga Monsalve                 | PDo     | 10 de junio de 1941      | 25 de noviembre de 1941  |                                        | Pedro Aguirre Cerda                                    |
| 37  | 25 de noviembre de 1941  | Raúl Puga Monsalve                 | PDo     | 2 de abril de 1942       |                          | Jerónimo Méndez Arancibia (Interino)   |                                                        |
| 38  |                          | Remigio Medina Neira               | PR      | 2 de abril de 1942       | 11 de agosto de 1942     |                                        | Juan Antonio Ríos                                      |
| 39  |                          | Fernando Moller Bordeu             | PR      | 11 de agosto de 1942     | 7 de junio de 1943       |                                        | Juan Antonio Ríos                                      |
| 40  |                          | Horacio Serrano Palma              | Ind.    | 7 de junio de 1943       | 1 de septiembre de 1943  |                                        | Juan Antonio Ríos                                      |
| 41  |                          | Alfonso Quintana Burgos            | PR      | 1 de septiembre de 1943  | 6 de octubre de 1944     |                                        | Juan Antonio Ríos                                      |
| 42  |                          | Manuel Casanueva Ramírez           | PR      | 6 de octubre de 1944     | 14 de mayo de 1945       |                                        | Juan Antonio Ríos                                      |
| 43  |                          | Jorge Urzúa Urzúa                  | PR      | 14 de mayo de 1945       | 3 de febrero de 1946     |                                        | Juan Antonio Ríos                                      |
| 44  |                          | Humberto Mendoza Bañados           | PS      | 3 de febrero de 1946     | 27 de junio de 1946      |                                        | Juan Antonio Ríos                                      |
| 44  | 27 de junio de 1946      | Humberto Mendoza Bañados           | PS      | 3 de agosto de 1946      |                          | Alfredo Duhalde Vásquez (Interino)     |                                                        |
| 44  | 3 de agosto de 1946      | Humberto Mendoza Bañados           | PS      | 13 de agosto de 1946     |                          | Vicente Merino Bielich (Interino)      |                                                        |
| 44  | 13 de agosto de 1946     | Humberto Mendoza Bañados           | PS      | 6 de septiembre de 1946  |                          | Alfredo Duhalde Vásquez (Interino)     |                                                        |
| 45  |                          | Humberto Aguirre Doolan            | PR      | 6 de septiembre de 1946  | 17 de octubre de 1946    | Alfredo Duhalde Vásquez (Interino)     |                                                        |
| 45  | 17 de octubre de 1946    | Humberto Aguirre Doolan            | PR      | 3 de noviembre de 1946   |                          | Juan Antonio Iribarren (Interino)      |                                                        |
| 46  |                          | Miguel Concha Quezada              | PCCh    | 3 de noviembre de 1946   | 16 de abril de 1947      |                                        | Gabriel González Videla                                |
| 47  |                          | Pedro Castelblanco Agüero          | PR      | 16 de abril de 1947      | 2 de agosto de 1947      |                                        | Gabriel González Videla                                |
| 48  |                          | Ricardo Bascuñán Stonner           | Ind.    | 2 de agosto de 1947      | 7 de julio de 1948       |                                        | Gabriel González Videla                                |
| 49  |                          | Víctor Opazo Cousiño               | PR      | 7 de julio de 1948       | 7 de febrero de 1950     |                                        | Gabriel González Videla                                |
| 50  |                          | Francisco Steeger Schaffer         | Ind.    | 7 de febrero de 1950     | 27 de febrero de 1950    |                                        | Gabriel González Videla                                |
| 51  |                          | Fernando Moller Bordeu             | PR      | 27 de febrero de 1950    | 3 de abril de 1952       |                                        | Gabriel González Videla                                |
| 52  |                          | Alfonso Quintana Burgos            | PR      | 3 de abril de 1952       | 29 de julio de 1952      |                                        | Gabriel González Videla                                |
| 53  |                          | Óscar Agüero Corvalán              | PR      | 29 de julio de 1952      | 3 de noviembre de 1952   |                                        | Gabriel González Videla                                |
| 54  |                          | Francisco Acevedo Trillot          | PAL     | 3 de noviembre de 1952   | 1 de abril de 1953       |                                        | Carlos Ibáñez del Campo                                |
| 55  |                          | Alejandro Hales Jamarne            | PAL     | 1 de abril de 1953       | 5 de junio de 1954       |                                        | Carlos Ibáñez del Campo                                |
| 56  |                          | Eugenio Suárez Herreros            | Ind.    | 5 de junio de 1954       | 14 de noviembre de 1954  |                                        | Carlos Ibáñez del Campo                                |
| 57  |                          | Mario Montero Schmidt              | Ind.    | 14 de noviembre de 1954  | 20 de noviembre de 1954  |                                        | Carlos Ibáñez del Campo                                |
| 58  |                          | Ricardo Hepp Dubiau                | Ind.    | 20 de noviembre de 1954  | 6 de enero de 1955       |                                        | Carlos Ibáñez del Campo                                |
| 59  |                          | Roberto Infante Rengifo            | PAL     | 6 de enero de 1955       | 31 de mayo de 1955       |                                        | Carlos Ibáñez del Campo                                |
| 60  |                          | Hugo Konrad Sievers Wicke          | Ind.    | 31 de mayo de 1955       | 16 de agosto de 1955     |                                        | Carlos Ibáñez del Campo                                |
| 61  |                          | José Suárez Fanjul                 | Ind.    | 16 de agosto de 1955     | 9 de diciembre de 1955   |                                        | Carlos Ibáñez del Campo                                |
| 62  |                          | Aníbal León Bustos                 | Ind.    | 9 de diciembre de 1955   | 24 de mayo de 1956       |                                        | Carlos Ibáñez del Campo                                |
| 63  |                          | Santiago Wilson Hernández          | PDP     | 24 de mayo de 1956       | 4 de julio de 1956       |                                        | Carlos Ibáñez del Campo                                |
| 64  |                          | Jorge Aravena Carrasco             | PAL     | 4 de julio de 1956       | 23 de abril de 1957      |                                        | Carlos Ibáñez del Campo                                |
| 65  |                          | Mario Astorga Cartes               | Ind.    | 23 de abril de 1957      | 19 de marzo de 1958      |                                        | Carlos Ibáñez del Campo                                |
| 66  |                          | Abel Valdés Acuña                  | Militar | 19 de marzo de 1958      | 19 de junio de 1958      |                                        | Carlos Ibáñez del Campo                                |
| 67  |                          | Elzo Pertuiset Lira                | Ind.    | 19 de junio de 1958      | 3 de noviembre de 1958   |                                        | Carlos Ibáñez del Campo                                |
| 68  |                          | Jorge Saelzer Balde                | PAL     | 3 de noviembre de 1958   | 16 de septiembre de 1960 |                                        | Jorge Alessandri Rodríguez                             |
| 69  |                          | Manuel Casanueva Ramírez           | PCU     | 16 de septiembre de 1960 | 26 de agosto de 1961     |                                        | Jorge Alessandri Rodríguez                             |
| 70  |                          | Orlando Sandoval Vargas            | PR      | 26 de agosto de 1961     | 1 de agosto de 1963      |                                        | Jorge Alessandri Rodríguez                             |
| 71  |                          | Pedro Enrique Alfonso Barrios      | PR      | 1 de agosto de 1963      | 14 de septiembre de 1963 |                                        | Jorge Alessandri Rodríguez                             |
| 72  |                          | Ernesto Pinto Lagarrigue           | Ind.    | 14 de septiembre de 1963 | 26 de septiembre de 1963 |                                        | Jorge Alessandri Rodríguez                             |
| 73  |                          | Ruy Barboza Popolizio              | Ind.    | 26 de septiembre de 1963 | 3 de noviembre de 1964   |                                        | Jorge Alessandri Rodríguez                             |
| 74  |                          | Hugo Trivelli Franzolini           | PDC     | 3 de noviembre de 1964   | 3 de noviembre de 1970   |                                        | Eduardo Frei Montalva                                  |
| 75  |                          | Jacques Chonchol Chait             | MAPU    | 3 de noviembre de 1970   | 2 de noviembre de 1972   |                                        | Salvador Allende Gossens                               |
| 76  |                          | Rolando Calderón Aránguiz          | PS      | 2 de noviembre de 1972   | 27 de enero de 1973      |                                        | Salvador Allende Gossens                               |
| 77  |                          | Pedro Hidalgo Ramírez              | PS      | 27 de enero              | 5 de julio de 1973       |                                        | Salvador Allende Gossens                               |
| 78  |                          | Ernesto Torrealba Morales          | PS      | 5 de julio de 1973       | 13 de julio de 1973      |                                        | Salvador Allende Gossens                               |
| 79  |                          | Jaime Tohá González                | PS      | 13 de julio de 1973      | 11 de septiembre de 1973 |                                        | Salvador Allende Gossens                               |
| 80  |                          | Sergio Crespo Montero              | Militar | 12 de septiembre de 1973 | 11 de julio de 1974      |                                        | Augusto Pinochet Ugarte                                |
| 81  |                          | Tucapel Vallejos Reginato          | Militar | 11 de julio de 1974      | 12 de julio de 1976      |                                        | Augusto Pinochet Ugarte                                |
| 82  |                          | Mario Mac-Kay Jaraquemada          | Militar | 12 de julio de 1976      | 20 de abril de 1978      |                                        | Augusto Pinochet Ugarte                                |
| 83  |                          | Alfonso Márquez de la Plata        | Ind.    | 20 de abril de 1978      | 29 de diciembre de 1980  |                                        | Augusto Pinochet Ugarte                                |
| 84  |                          | José Luis Toro Hevia               | Militar | 29 de diciembre de 1980  | 22 de abril de 1982      |                                        | Augusto Pinochet Ugarte                                |
| 85  |                          | Jorge Prado Aránguiz               | Ind.    | 22 de abril de 1982      | 6 de octubre de 1988     |                                        | Augusto Pinochet Ugarte                                |
| 86  |                          | Jaime de la Sotta Benavente        | Ind.    | 6 de octubre de 1988     | 5 de junio de 1989       |                                        | Augusto Pinochet Ugarte                                |
| 87  |                          | Juan Ignacio Domínguez Covarrubias | Ind.    | 5 de junio de 1989       | 11 de marzo de 1990      |                                        | Augusto Pinochet Ugarte                                |
| 88  |                          | Juan Agustín Figueroa Yávar        | PR      | 11 de marzo de 1990      | 11 de marzo de 1994      |                                        | Patricio Aylwin Azócar                                 |
| 89  |                          | Emiliano Ortega Riquelme           | PDC     | 11 de marzo de 1994      | 28 de septiembre de 1996 |                                        | Eduardo Frei Ruiz-Tagle                                |
| 90  |                          | Carlos Mladinic Alonso             | PDC     | 28 de septiembre de 1996 | 22 de junio de 1999      |                                        | Eduardo Frei Ruiz-Tagle                                |
| 91  |                          | Ángel Sartori Arellano             | PDC     | 22 de junio de 1999      | 11 de marzo de 2000      |                                        | Eduardo Frei Ruiz-Tagle                                |
| 92  |                          | Jaime Campos Quiroga               | PRSD    | 11 de marzo de 2000      | 11 de marzo de 2006      |                                        | Ricardo Lagos Escobar                                  |
| 93  |                          | Álvaro Rojas Marín                 | PDC     | 11 de marzo de 2006      | 10 de enero de 2008      |                                        | Michelle Bachelet Jeria                                |
| 94  |                          | Marigen Hornkohl Venegas           | PDC     | 10 de enero de 2008      | 11 de marzo de 2010      |                                        | Michelle Bachelet Jeria                                |
| 95  |                          | José Antonio Galilea Vidaurre      | RN      | 11 de marzo de 2010      | 29 de diciembre de 2011  |                                        | Sebastián Piñera Echenique                             |
| 96  |                          | Luis Mayol Bouchon                 | RN      | 29 de diciembre de 2011  | 11 de marzo de 2014      |                                        | Sebastián Piñera Echenique                             |
| 97  |                          | Carlos Furche Guajardo             | PS      | 11 de marzo de 2014      | 11 de marzo de 2018      |                                        | Michelle Bachelet Jeria                                |
| 98  |                          | Antonio Walker Prieto              | Ind.    | 11 de marzo de 2018      | 6 de enero de 2021       |                                        | Sebastián Piñera Echenique                             |
| 99  |                          | María Emilia Undurraga Marimón     | Evópoli | 6 de enero de 2021       | 11 de marzo de 2022      |                                        | Sebastián Piñera Echenique                             |
| 100 |                          | Esteban Valenzuela Van Treek       | FRVS    | 11 de marzo de 2022      | 20 de agosto de 2025     |                                        | Gabriel Boric Font                                     |
| -   |                          | Alan Espinoza Ortiz (s)            | PS      | 20 de agosto de 2025     | En el cargo              |                                        | Gabriel Boric Font                                     |

### Redes sociales
- Ministerio de Agricultura de Chile en X (antes Twitter)
- Ministerio de Agricultura de Chile en Instagram
- Ministerio de Agricultura de Chile en Facebook
- Ministerio de Agricultura de Chile en Flickr

- Datos: Q6017174
- Multimedia: Ministry of Agriculture (Chile) / Q6017174